# Egerska zlata bula
Egerska zlata bula je listina, ki jo je 12. julija 1213 objavil Friderik II., cesar Svetega rimskega cesarstva in z njo podelil škofom v Svetem rimskem cesarstvu svobodo volitev škofov, se odrekel cesarski pravici do zaplembe premoženja (jus spolii) in regalij ter jim pustil svobodno odločanje o nasledniku pokojnega škofa. 
Poleg tega je papež Inocenc III. prejel ozemlje v srednji Italiji, ki mu ga je obljubil že cesar Oton IV., in nemška duhovščina je dobila pravico svobodne pritožbe pri papežu. Poleg tega se je Friderik zavezal, da bo pomagal pri preganjanju krivovercev. 
Egerska zlata bula predstavlja vrnitev Friderika II. k Inocencu III., ki ga je podprl v boju proti Otonu IV. in po padcu gvelfov poskrbel, da je bil Friderik priznan po vsem cesarstvu. 
Sporazum je imel dolgoročen učinek, saj je predstavljal zadnjo večjo ozemeljsko spremembo v Papeški državi v srednjem in zgodnjem novem veku. Poleg tega je dokončno ločil cesarsko cerkev od cesarjevih zahtev po oblasti. 

## Vira
- Der Verzicht auf Spolien- und Regalienrecht – Goldbulle von Eger. V: Lorenz Weinrich (prev.): Quellen zur deutschen Verfassungs-, Wirtschafts- und Sozialgeschichte bis 1250. (= Ausgewählte Quellen zur deutschen Geschichte des Mittelalters. Bd. 32). Wissenschaftliche Buchgesellschaft, Darmstadt 1977, str. 358–365, ISBN 3-534-01958-X.
- Manfred Laufs: Politik und Recht bei Innozenz III. Kaiserprivilegien, Thronstreitregister und Egerer Goldbulle in der Reichs- und Rekuperationspolitik Papst Innozenz' III. (= Kölner historische Abhandlungen. Bd. 26). Böhlau, Köln u. a. 1980, ISBN 3-412-02179-2.